# Kneria rukwaensis
Kneria rukwaensis är en fiskart som beskrevs av Seegers, 1995. Kneria rukwaensis ingår i släktet Kneria och familjen Kneriidae. IUCN kategoriserar arten globalt som livskraftig. Inga underarter finns listade i Catalogue of Life.